# Alfredo Langguth
Alfredo Ricardo Langguth Bonino (Montevideo, 18 maggio 1941) è uno zoologo uruguaiano naturalizzato brasiliano.
Ha dato contributi significativi alla mammologia, in particolare allo studio di roditori, marsupiali, primati e carnivori, ed è stato molto influente nella formazione di molti mammologi brasiliani.

## Biografia
Dal 1959 Alfredo Langguth ha studiato scienze biologiche all'Università della Repubblica di Montevideo, dove ha conseguito la laurea nel 1964. Nello stesso periodo è stato volontario presso il Museo Nacional de Historia Natura di Montevideo. Dal 1964 al 1968, con una borsa di studio del Servizio Tedesco per lo scambio accademico (Deutscher Akademischer Austaschdienst, DAAD), ha studiato zoologia presso l'Università Goethe di Francoforte, dove ha scritto la sua tesi Die südamerikanischen Canidae unter besonderer Berücksichtigung des Mähnenwolfes Chrysocyon brachyurus Illiger (Morphologische, systematische und phylogenetische Untersuchungen) [I canidi sudamericani, con particolare riferimento al crisocione Chrysocyon brachyurus Illiger (indagini morfologiche, sistematiche e filogenetiche)] sotto la supervisione di Dietrich Starck per un dottorato di scienze naturali. Dopo gli studi, è tornato in Uruguay nel 1968 e ha lavorato come ricercatore e professore assistente presso l'Università della Repubblica. Dal 1971 al 1972 ha completato la sua fase post-dottorato presso l'American Museum of Natural History di New York con una borsa di ricerca della John Simon Guggenheim Memorial Foundation.
Dal 1971 al 1984 è stato ricercatore presso l'American Museum of Natural History. Dal 1973 al 1979 è stato professore associato presso l'Università della Repubblica. Nel 1979 si trasferisce in Brasile, dove si stabilisce a João Pessoa. Dal 1979 al 1989 e dal 1994 al 2003 è stato professore associato e dal 2010 al 2014 è stato professore invitato presso l'Universidade Federal da Paraíba. Dal 1989 al 1994 è stato professore associato e curatore della collezione di mammiferi al Museo nazionale del Brasile di Rio de Janeiro. Dal 1991 al 2012 è stato consulente ed esperto presso il Conselho Nacional de Desenvolvimento Científico e Tecnológico (CNPq). Dal 2000 al 2002 e dal 2007 al 2010 è stato membro del Comitato Consultivo di Zoologia del CNPq.
Nel 1991 è stato consulente per la creazione del Master in Zoologia presso l'Universidade Federal de Juiz de Fora e nel 1993 è stato consulente per il Coordinamento per il Miglioramento del Personale Universitario (Coordenação de Aperfeicoamento de Pessoal de Nível Superior, CAPES) per la valutazione del corso post-laurea in zoologia presso l'Universidade de São Paulo. Ha supervisionato più di 25 studenti di master e dottorato.
Langguth ha pubblicato circa 100 articoli scientifici, inclusi articoli specialistici, libri e capitoli di libri. È stato coautore della prima descrizione di specie quali il callicebo di Coimbra Filho (Callicebus coimbrai), il tuco-tuco di Pearson (Ctenomys pearsoni), il tuco-tuco del Río Negro (C. rionegrensis), la cavia acrobata (Kerodon acrobata), il topo vespertino Calomys mattevii, il topo del cerrado di Maracaju (Cerradomys maracujuensis), il topo del cerrado di Lindbergh (C. scotti), il topo dei campi di Reig (Akodon reigi) e il coendù del Ceará (Coendou baturitensis).

## Onorificenze
Alfredo Langguth è stato eletto membro onorario dell'American Society of Mammalogists nel 2008 e membro onorario della Sociedade Brasileira de Mastozoologia nel 2010. La sottospecie Deltamys kempi langguthi del topo dei campi di Kemp e il topo del cerrado di Langguth (Cerradomys langguthi) prendono il nome da lui.